# Huanfloden
Huanfloden eller Anyangfloden är ett vattendrag i Kina.   Det ligger i provinsen Henan, i den centrala delen av landet, 500 km söder om huvudstaden Peking.
Inlandsklimat råder i trakten. Årsmedeltemperaturen i trakten är 14 °C. Den varmaste månaden är juli, då medeltemperaturen är 26 °C, och den kallaste är januari, med −2 °C. Genomsnittlig årsnederbörd är 669 millimeter. Den regnigaste månaden är juli, med i genomsnitt 237 mm nederbörd, och den torraste är januari, med 3 mm nederbörd.